# Société nationale de cellulose et de papier alfa
La Société nationale de cellulose et de papier alfa (SNCPA) est une entreprise publique tunisienne sous tutelle du ministère de l'Industrie. Elle opère dans les secteurs de la papeterie, de la pâte à papier et des produits chimiques.
Employant plus de 800 agents permanents et faisant vivre des milliers de familles dans les gouvernorats de Kasserine, Gafsa, Sidi Bouzid et Kairouan, elle est l'un des plus importants pôles industriels de la région du Centre-Ouest.

## Histoire
Fondée en 1980, la SNCPA est issue de la fusion de deux sociétés qui constituaient le complexe industriel de Kasserine : la Société nationale tunisienne de cellulose, créée en 1956 afin de garantir l'extraction de la cellulose à partir de la plante d'alfa, et la Société tunisienne de papier alfa, créée en 1968 pour la fabrication de papier d'impression et d'écriture.
À la suite d'une semaine de grève, l'usine est placée le 1er janvier 2013 sous contrôle de l'armée, évacuée et sécurisée.

## Activités
Les principales activités de la SNCPA sont les suivantes :
- Cueillette d'alfa (40 000 tonnes en moyenne par an auprès d'environ 6 000 familles) dans les gouvernorats de Kasserine, Gafsa, Sidi Bouzid et Kairouan qui est séchée, mise en bottes de 200 kilos et transportée vers l'usine de production de pâte[5] ;
- Production de pâte d'alfa (12.000 tonnes en moyenne par an), exportée vers l'Europe, l'Asie et les États-Unis[6] ;
- Production de soude et de chlore transformés en chlore liquide et acide chlorhydrique pour les besoins de l'unité de fabrication de la pâte en ces produits, le reste étant revendu localement ;
- Production de papier pour l'impression et l'écriture, avec une spécialisation dans le papier à faible grammage[7].

## Cadre réglementaire
- Loi no 85-78 du 5 août 1985, portant statut général des agents des offices, des établissements publics à caractère industriel et commercial et des sociétés dont le capital appartient directement et entièrement à l'État ou aux collectivités locales, ensemble les textes qui l'ont modifiée ou complétée et notamment la loi no 2007-69 du 27 décembre 2007, relative à l'initiative économique ;
- Loi no 89-9 du 1er février 1989 relative aux participations, entreprises et établissements publics modifiée et complétée par la loi no 94-102 du 1er avril 1994, la loi no 96-74 du 29 juillet 1996, la loi no 99-38 du 3 mai 1999, la loi no 2001-33 du 29 mars 2001 et la loi no 2006-36 du 12 juin 2006 ;
- Décret no 2000-2366 du 17 octobre 2000, portant approbation du statut particulier du personnel de la Société nationale de cellulose et de papier alfa[8] ;
- Décret no 2002-2198 du 7 octobre 2002 relatif aux modalités d'exercice de la tutelle sur les établissements publics n'ayant pas le caractère administratif, aux modalités d'approbation de leurs actes de gestion, aux modes et aux conditions de désignation des membres des conseils d'établissement et à la fixation des obligations mises à leur charge[9] ;
- Décret no 2014-1039 du 13 mars 2014, portant réglementation des marchés publics[10].

## Gouvernance
En application du décret gouvernemental no 1158-2016 en date du 12 août 2016, la SNCPA a constitué la cellule de gouvernance et l'a rattaché au conseil d'administration. La tâche principale de cette cellule est d'aider à adopter un système transparent et à mettre en place les pratiques de bonne gouvernance.
Cette cellule a pour buts de :
- Veiller à la bonne application des principes de la gouvernance et de la lutte contre la corruption conformément à la réglementation en vigueur ;
- Participer dans la conception des programmes et des stratégies nationales et sectorielles ainsi qu'aux plans d'actions afin de concrétiser la gouvernance, lutter contre la corruption et veiller à leur bonne application ;
- Concrétiser au sein de l'entreprise la culture de la gouvernance et de la transparence, les valeurs d'intégrité et de bonne gestion, le respect des codes de déontologiques et la bonne application des manuels de procédure.

## Impact environnemental
La SNCPA est réputée pour ses rejets polluants, que ce soit dans l'air ou dans les cours d'eau : elle a été notamment épinglée à plusieurs reprises pour ses rejets de mercure, nocif pour la santé.
L'entreprise utilise le chlore pour le blanchiment de la pâte d'alfa ; celui-ci est produit par une unité d'électrolyse qui utilise du mercure liquide comme cathode. De ce fait, des quantités non négligeables de mercure sont rejetées dans les eaux résiduaires ou dans l'atmosphère : plus de quatre tonnes par an sont ainsi perdues par l'unité de production de chlore. Le volume dans les eaux usées est par ailleurs extrêmement élevé, plus de 375 fois supérieur à la norme européenne 82/176/CEE ; le danger de contamination des nappes phréatiques est donc extrêmement important.
Outre une importante pollution au mercure, il existe également une forte pollution due aux rejets de divers produits chimiques : l'usine déverse pas moins de 7 800 m3 d'effluents liquides fortement concentrés en chlore et en soude dans les cours d'eau, menaçant directement la plus importante nappe phréatique de Tunisie située dans le sous-sol kasserinois. Les dégâts provoqués par les eaux usées couvrent un périmètre de cent kilomètres autour de la ville : des troupeaux entiers de moutons ont été décimés après avoir bu dans les cours d'eau et les vergers ont dépéri.
À la pollution des nappes phréatiques s'ajoutent les graves conséquences provoquées par la pollution atmosphérique sur la santé des habitants de Kasserine. L'usine étant située dans une zone résidentielle, il n'est pas rare que d'épais nuages de fumée toxique recouvrent les quartiers environnants. On observe ainsi une augmentation des problèmes de santé : près d'un enfant sur dix souffre d'asthme. Le 30 juin 2009, les habitants de la cité El Khadra sont victimes d'une intoxication due à l'émission de chlore dans l'atmosphère, causant l'hospitalisation de 87 personnes.